# Ground-Based Interceptor
Ground-Based Interceptor (GBI, укр. Наземний перехоплювач) — це компонент протиракетної системи наземної оборони США на проміжному курсі (GMD).

## Опис
Цей перехоплювач складається з розгінного блоку, побудованої Orbital Sciences Corporation, і Exoatmospheric Kill Vehicle (EKV), побудованої Raytheon. Їх інтеграцію здійснює Boeing Defense, Space & Security.
Триступенева орбітальна ракета-розгінник використовує твердопаливні ракетні верхні ступені пускової установки Taurus. Розгорнута в США версія перехоплювача має три ступені. Двоступенева версія була успішно випробувана в 2010 році для використання в європейській системі протиракетної оборони НАТО як резервний варіант для стандартної ракети Aegis System Standard Missile 3.
Загалом планується 64 перехоплювачі: 30 перехоплювачів було розгорнуто наприкінці 2010 року у Форт-Грілі на Алясці та на базі ВПС Ванденберг у Каліфорнії з 14 додатковими ракетами, розгорнутими до 2017 року, і заплановано ще 20 GBI.
З 2006 року Агентство протиракетної оборони провело сім випробувань на перехоплення ракети в робочій конфігурації, останні чотири з яких були успішними.
Оборонний бюджет США на 2016 рік передбачає розміщення 14 додаткових ракет у 2017 році у Форт-Грілі. Армія США планує розгорнути їх на третьому полігоні на сході США до цієї дати, але до лютого 2022 року цього не станеться.
До того часу програма під назвою "Перехоплювач наступного покоління" (Next Generation Interceptor, NGI) має надати нову ракету на заміну до 2028 року.